# Huta Godang (Batang Toru)
Huta Godang is een bestuurslaag in het regentschap Tapanuli Selatan van de provincie Noord-Sumatra, Indonesië. Huta Godang telt 1817 inwoners (volkstelling 2010).